# Especiación simpátrica
La especiación simpátrica o simpátrida es la producción de poblaciones reproductivamente aisladas. Esta es la formación de una especie sin que se establezca previamente una barrera geográfica entre poblaciones, a diferencia de lo que ocurre en la especiación alopátrica, considerada más comúnmente como “normal”. Si este tipo de especiación es o no posible es un tema controvertido, aunque hay algunas pruebas empíricas y algunos modelos que parecen corroborar su realidad. Como es el caso de las tres especies de corales del género Orbicella, todavía denominados, y más conocidos, como Montastraea annularis, M. faveolata y M. franksi, cuyos hábitats y poblaciones coinciden, pero mantienen un aislamiento reproductivo mediante diferentes horarios de desove y/o procesos fisiológicos incompatibles, limitando así la hibridación entre especies. Se supone que se debe dar por la especialización ecológica, cuando en una población se producen simultáneamente presiones selectivas en direcciones diferentes, por ejemplo cuando una especie parásita empieza a hacer uso de un nuevo anfitrión en presencia del anfitrión original.
En la especiación simpátrica se evoluciona dos especies en la misma área geográfica que la especie progenitora. La especiación simpátrica es considerada infrecuente.
La poliploidía y la hibridación son mecanismos importantes de especiación en plantas. Si bien los animales tienden a ser unisexuales, las plantas, a menudo, tienen los dos sexos funcionales en el mismo individuo. En consecuencia, las plantas (en ausencia de mecanismos de auto incompatibilidad) pueden reproducirse a sí mismas (sexual y asexualmente), estableciendo rápidamente especies reproductivamente aisladas.
Poliploidía es un incremento del número de cromosomas característico del complemento diploide (2n), por ejemplo la no disyunción de los cromosomas en la meiosis es lo que lleva a individuos tetraploides (4n), estos individuos estarán aislados reproductivamente de la especie a pesar de poder reproducirse sexualmente.
Hibridación, un híbrido es un descendiente de padres pertenecientes a diferentes especies. Pueden producirse híbridos entre animales (por ejemplo la mula), pero es más común entre plantas. Los híbridos frecuentemente son estériles dado que, al no existir homólogos, los cromosomas no se aparean en la meiosis. En caso de existir poliploidía y el número de cromosomas se duplica, el híbrido puede producir gametos viables, ya que cada cromosoma tendrá su pareja, los gametos resultantes serán diploides.

## Controversias
Esta modalidad de especiación es una de las más controvertidas en biología evolutiva ya que postula especiación sin aislamiento geográfico, es decir especiación que puede ocurrir en el mismo lugar (área biogeográfica) y sin que medien barreras topográficas. Ante esta posición, obviamente los impulsores del alopatrismo (entre ellos Ernst Mayr quien propugnaba su casi universalidad) se oponen afirmando y demostrando en algunos casos que las bases teóricas del simpatrismo podrían no ser lo suficientemente fuertes como para sustentarlo. Por su lado los simpatristas proponen la selección disruptiva y cambios cromosómicos como mecanismos que explican especiación simpátrica. En el caso de especiación simpátrica por selección disruptiva las presiones selectivas empujan a que una población se adapte a dos o más regímenes o nichos, trayendo como consecuencia la progresiva diferenciación y eventual especiación. Especiación simpátrica por selección disruptiva ha sido descrita en Enchenopa (género de insecto fitófago), este género alberga seis especies gemelas entre las que no existe barrera geográfica alguna, cada una de ellas se restringe a un género específico de planta hospedera. Al margen de ello, existe aislamiento reproductivo, aislamiento estacional (huevos que eclosionan en diferentes épocas y temporadas), y aislamiento comportamental.
Además de los casos anteriormente mencionados, existen otros que son considerados también como ejemplos de especiación simpátrica, es el caso de peces aislados en lagos de los que se han reportado muchos ejemplos. Entre ellos los más famosos son los producidos en lagos orientales africanos como son Victoria, Malawi y Tanganika. Los peces dominantes de estos lagos son cíclidos; en el lago Tanganika existen alrededor de 140 especies de esta familia, en el lago Malawi se estima cerca de 500 y en el lago Victoria alrededor de 250. Los lagos Tanganika y Malawi que son muy profundos tienen una antigüedad que bordea los 2 millones de años, mientras que el Victoria que no es profundo tiene solamente 750 000 años de antigüedad (aunque datos geológicos indican que el lago hubiera estado completamente seco en el Pleistoceno tardío, es decir, alrededor de 12 000 años atrás, lo que nos da una idea de cuan rápido pueden ser eventos de radiación adaptativa). En los tres lagos (más evidentemente en el Tanganica y Victoria) los peces varían notablemente en coloración, forma del cuerpo, forma de los dientes y mandíbulas, comportamiento, ritos reproductivos y hábitos alimentarios. Existen especialistas en alimentarse de detritos, fitoplancton, zooplancton, macrófitas, insectos, otros artrópodos, algas arraigadas sobre rocas, moluscos, pequeños y grandes peces, escamas, aletas y algunos sorprendentemente se han especializado en la extracción de ojos de otros peces. Es muy interesante que los dientes entre estas especies muy afines, difiera en mayor grado en relación con el que se da a nivel de otras familias de peces.